# Ромб Меркель

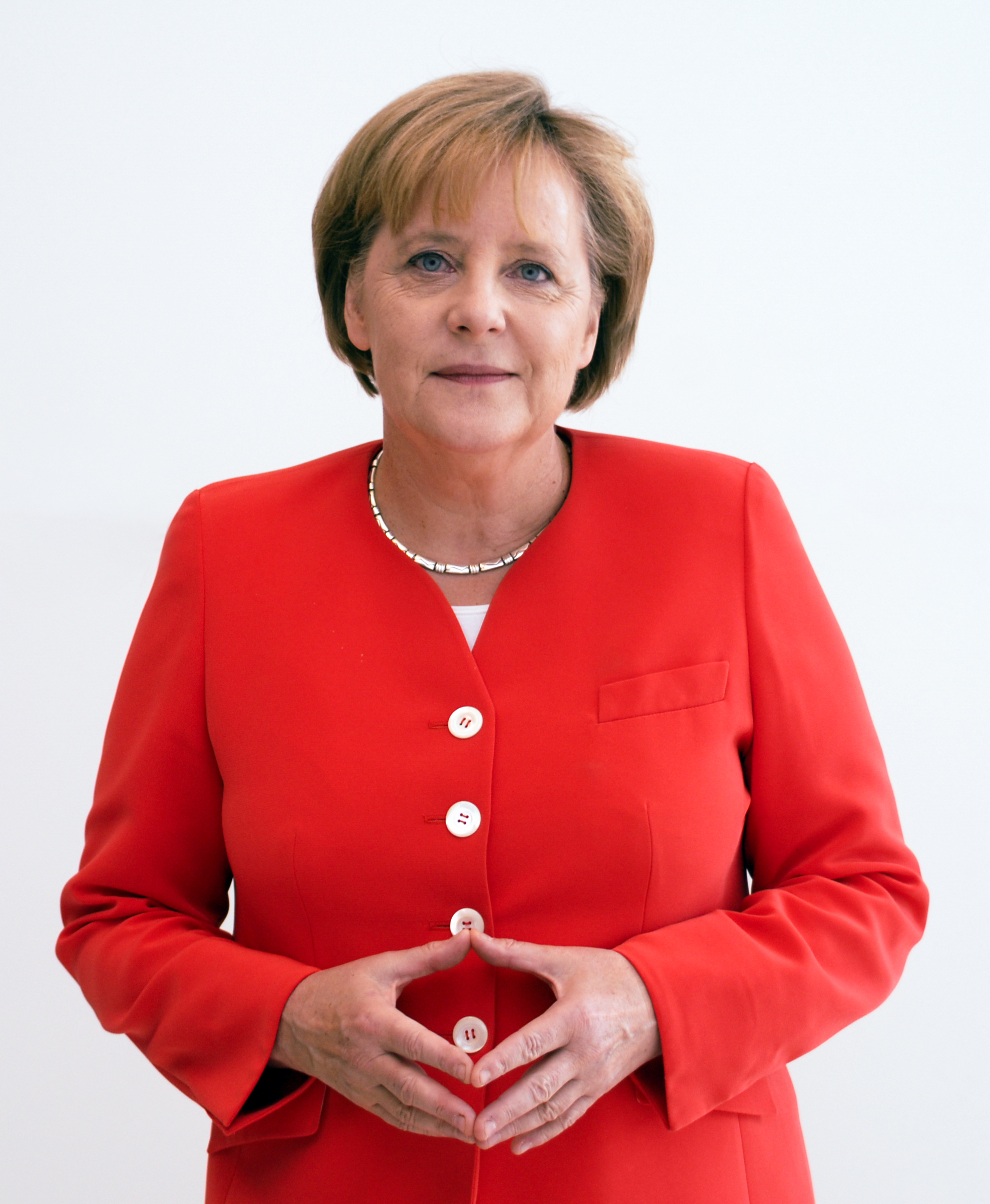
Ангела Меркель, демонстрирующая свой характерный жест

Ромб Меркель (нем. Merkel-Raute, англ. Merkel diamond), в англоязычных СМИ иногда называется треугольником власти (Triangle of Power) — жест, который образуют пальцы рук, сложенных перед животом: большие и указательные пальцы соединяются таким образом, что получается четырехугольник. Этот фирменный жест Ангелы Меркель, бывшего канцлера Германии, был охарактеризован как «вероятно, один из самых узнаваемых жестов в мире».
На вопрос о том, как Merkel-Raute стал ее фирменным знаком, Меркель ответила, что просто не знала, что делать с руками, так и появился этот жест. Она выбрала его сама, без помощи консультантов, потому что «он содержит некую симметрию».

## Использование сторонниками и противниками

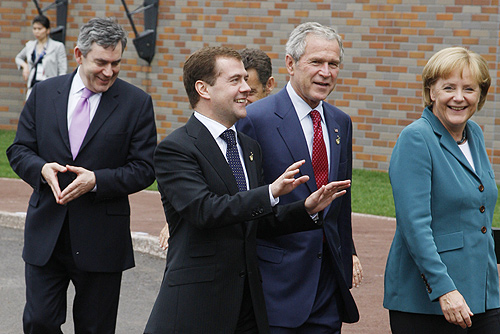
Тогдашний британский премьер-министр Гордон Браун (слева) во время 34-го саммита G8 в 2008 году, подражая «алмазному жесту» Меркель

Стереотипный жест изначально использовался для того, чтобы высмеивать Ангелу Меркель и её правительство. В частности, этот жест в сочетании с любимыми Меркель яркими жакетами часто используют комики, изображая канцлера. В постановке Яна Филиппа Глогера «Летучий голландец», премьера которой состоялась на Байрёйтском фестивале 2013 года, ромб Меркель использовался для критики капитализма: во время выступления жест символизировал союз банкиров и властей.
В партии Меркель (консервативном Христианско-демократическом союзе) жест символизирует спокойное лидерство нынешнего канцлера. 2 сентября 2013 года возле кульминацией кампании за 2013 федеральные выборы, ХДС представила гигантский баннер приветствия пассажиров на Центральный вокзал Берлина, который был показан с двух сторон отеля, строящегося здания, занимая общую площадь около 2400 квадратных метров (0,00093 кв. миль). В фотографической мозаике, составленной из 2,150 образов рук сторонников ХДС и ничего не показывает, но руки Меркель, образуя ромб, рядом с которым выведен лозунг «Будущее Германии в хороших руках» (нем. Deutschlands Zukunft in guten Händen). По данным Германа Грёэ, руководителя избирательной кампании ХДС, рекламный щит «будет прекрасно воплощать наше предвыборное послание».
Оппозиционные политики критиковали гигантскую агитационную афишу как экземпляр «чудовищного культа личности», назвав это «кубинским стилем». Берлинская газета дер Тагесшпигель использовала для бездетной Меркель прозвище Mutti («мама») в сочетании со стихотворением Курта Тухольского Mutters Hände («мамины руки», которая описывает руки старой, умирающей женщины), подразумевает, что неблагоприятно для политика быть охарактеризованным только жестом руки.
В дополнение к афише, Ромб Меркель был также использован в другой кампании ХДС. Молодёжный союз, молодёжное крыло ХДС, организовал флешмобы, в которых участники собирались в круг, имитируя жест в нескольких общественных местах в Германии. Также были выпущены постеры со стилизованной версией Ромба Меркель над словами «Cool bleiben und Kanzlerin wählen»(«Сохраняйте спокойствие и голосуйте за канцлера» или «будь крут и выбирай канцлера»), обыгрывавшими Британский военный лозунг Keep Calm and Carry On. Эти плакаты были сделаны на различных предметах одежды, таких как футболки и худи. Это стилизованная версия была использована teAM Deutschland, ХДС кампании команда, чтобы представлять Меркель на своём сайте ещё в марте 2013 года. Кроме того, Ассоциация христианско-демократических студентов (Ring Christlich-Demokratischer Studenten), студенческая организация, связанная с ХДС, создала сайт «Studenten für Merkel» («студенты за Меркель») с фотографиями студентов университета, изображающими Ромб Меркель с лозунгом «Ich wähle Angie! Und du?»(«Я голосую за Энджи! А вы?»), которой поощрял читателей загружать на него свои собственные фотографии.

## Интернет-мем
С момента установки, гигантский агитационный плакат ХДС получил известность в Интернете, особенно с пользователями социальных сетей. Выпуск подвергнутых цифровой обработке изображений превратилась в интернет-мем, особенно с Меркель руки накладывается на изображение мистера Бернса (чьей визитной карточкой является подобный жест), Grumpy Cat, Спок и другие.
Смайлик <> являющийся отсылкой к Ромбу Меркель был также принят ХДС как символ Меркель в своих интернет-коммуникациях, даже после окончания избирательной кампании 2013 года. Например, ХДС организовала конкурс на своей странице Facebook, в котором призвал людей оставлять комментарии, содержащие «<>» для того, чтобы выиграть сумку с постером вышеупомянутой кампании. Она также использовал смайлик в конце 2013 года для создания видеомонтажа по итогам года, а также в своём Твиттере чтобы поздравить Меркель с шестидесятым днём рождения 17 июля 2014 года. 29 октября 2014 года, в ответ на альтернативный смайлик Меркель, циркулирующий в сети, который был расширен до двух строк, чтобы включить лицо Меркель, ХДС подтвердил в Твиттере, что он был создателем оригинальной смайлика «<>».